# Římskokatolická farnost Město Libavá
Římskokatolická farnost Město Libavá je územní společenství římských katolíků bez farního kostela ve šternberském děkanátu olomoucké arcidiecéze. Zahrnuje území bývalého vojenského újezdu Libavá, a proto je co do územní rozlohy jednou z největších farností na Moravě.

## Území farnosti
Do farnosti náleží území těchto zaniklých farností:
- Město Libavá
  - kostel Povýšení sv. Kříže
- Stará Voda
  - kostel sv. Anny a sv. Jakuba Většího
- Olověná (původně nazývaná Barnov)
- Rudoltovice
- Luboměř pod Strážnou
- Milovany
- Čermná
- Slavkov
- Jestřabí
- Velká Střelná
- Smilov
- Norberčany